# Guity Novin
Pour les articles homonymes, voir Novin.
Guity Novin, née Navran le 21 avril 1944 à Kermanshah en Iran, est un peintre iranienne.

## Biographie
Elle étudie l’art au collège pour filles de Téhéran et reçoit son diplôme en 1965. En 1970 elle est admise à la Faculté des Arts Décoratifs, et ses études terminées, elle épouse un économiste, Farid Novin avec qui elle aura trois fils. Elle travaille comme graphiste pour le ministère de la Culture, mais en tant que femme dans un milieu conservateur, son travail n’est jamais choisi. Elle décide de créer ses propres affiches, et c’est le succès. Elle a sa première exposition en 1971.
En 1975 elle s’installe en Hollande et un an plus tard en Angleterre. En 1980, nouveau départ pour Kingston en Ontario, puis Ottawa en 1983 où elle travaille et expose jusqu’en 1997. En 1994 elle fonde le mouvement Transpressionnisme en opposition à l’art Post-modern qui clamait arrivée la fin de la peinture.

## Transpressionisme
Le transpressionisme est un mouvement artistique apparu à la fin du XXe siècle. Il est fondamentalement une réponse aux déclarations des tenants de l'art post-moderne qui avait clamé que « l'art est mort » et que « la fin de la peinture » était arrivée. Opposé par Guity Novin (Navran) qui a dénoncé un tel nihilisme comme un piège, car l'art qui est acte de création, en soi, célèbre la capacité du renouvellement, le transpressionisme a été créé pour affirmer l'art en tant de création.
Les premiers éléments annonciateurs du transpressionnisme apparaissent en 1994, en particulier dans la toile de Guity Novin, Clytie, une nymphe qui aime le Soleil-dieu Apollon et est métamorphosée en tournesol. La critique d'art Paula Pieault-Stein, en 1997, est la première à avoir écrit au sujet du "transpressionnisme" dans le Globe and Mail, (12 février 1997). Elle a déclaré que « le transpressionisme est un mouvement qui va au-delà des paradigmes de l'impressionnisme et de l’expressionnisme, éveille en nous une perspicacité sagace concernant le monde intérieur de la représentation. »
Les peintres les plus marquants de ce mouvement sont:
- Guity Novin née à Kermanshah (Iran).
- Fer Veriga née à Sao Paulo (Brésil).
- Irina Kupyrova née à Kiev (Ukraine).
- Diana Zwibach née à Novi Sad (Yougoslavie).
- Terri Baugh - Norman née à Little Rock, Arkansas (États-Unis).
- Lorena Kloosterboer née à Alkmaar (Pays-Bas).
- Ellen Marlen Hamre née en Norvège
- Shano née dans Île Camano, Washington (États-Unis)

Le transpressionnisme est la projection d'une sensibilité esthétique qui tend à représenter la réalité pour inspirer au spectateur une interprétation éclairée de la tragédie humaine. Les chefs-d’œuvre du transpressionisme sont souvent basés sur des visions poétiques, énigmatiques et exquises pour atteindre l'expression artistique la plus subliminale. Celles-ci sont la conception des espoirs que les transpressionnistes ont de leurs perceptions mystiques, tempérées par le jugement esthétique. Les représentations utilisent souvent des scènes narratives, influencées par l'expression de l'espoir dans des allégories mythologiques. Viser des valeurs d'interprétation d'humanisme et d'ésotérique avec des concepts esthétiques de beauté,d'harmonie et de transcendance, le rôle de l'artiste est d'inspirer l'imagination créatrice de l'observateur, où l' « amour » est le principe fondamental donnant un sens à un univers absurde et chaotique.

## Vie personnelle
Guity s'est marié avec l'économiste Farid Novin. Ils ont eu trois fils, mais leur fils aîné est décédé d'un cancer du cerveau en 2018.

## Galerie

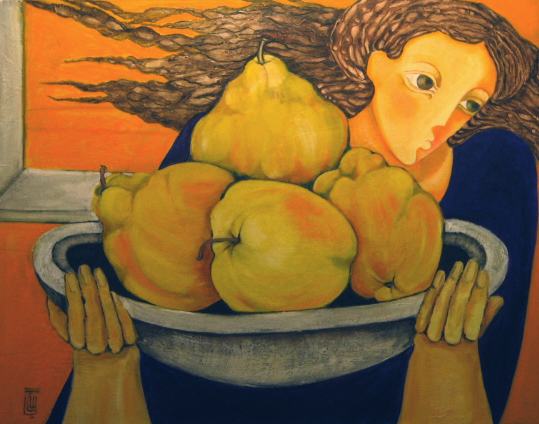
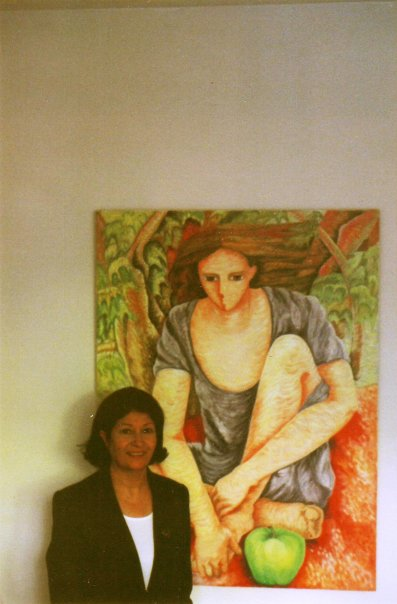
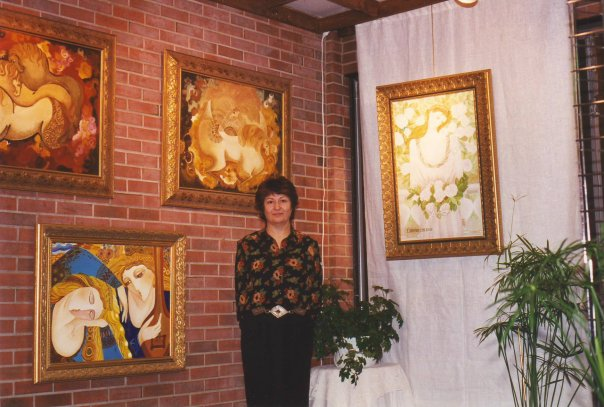
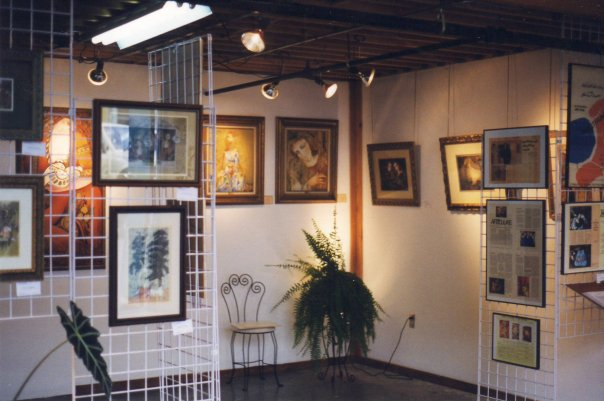